# Гвинеја на Светском првенству у атлетици на отвореном 2019.
Гвинеја је учествовала на 17. Светском првенству у атлетици на отвореном 2019.  одржаном у Дохи од 27. септембра до 6. октобра петнаести пут. Репрезентацију Гвинеје је представљао један такмичар који се такмичио у трци на 100 метара.
На овом првенству такмичар Гвинеје није освојио ниједну медаљу али је оборио лични рекорд.

## Учесници
Мушкарци:
- Cheick Camara — 100 м

## Резултати

### Мушкарци
| Атлетичар     | Дисциплина | Лични рекорд | Предтакмичење | Предтакмичење | Квалификације        | Квалификације        | Полуфинале           | Полуфинале           | Финале               | Финале       | Детаљи |
| Атлетичар     | Дисциплина | Лични рекорд | Резултат      | Место         | Резултат             | Место                | Резултат             | Место                | Резултат             | Место        | Детаљи |
| ------------- | ---------- | ------------ | ------------- | ------------- | -------------------- | -------------------- | -------------------- | -------------------- | -------------------- | ------------ | ------ |
| Cheick Camara | 100 м      | 11,48        | 11,38 ЛР      | 5. у гр. 4    | Није се квалификовао | Није се квалификовао | Није се квалификовао | Није се квалификовао | Није се квалификовао | 49 / 67 (71) |        |